# Giovanni Alterio
Giovanni Alterio (San Gennaro Vesuviano, 22 novembre 1955 – Ottaviano, 28 novembre 1999) è stato un politico italiano.

## Biografia
Sindaco di Ottaviano, assessore e consigliere provinciale a Napoli. Dal 1992 è deputato nazionale nelle liste della Democrazia Cristiana nell'XI legislatura, aderendo poi al Centro Cristiano Democratico dal gennaio 1994; non viene rieletto alle elezioni politiche del marzo successivo, arrivando terzo nel collegio uninominale della Camera di San Giuseppe Vesuviano. Ha ricoperto anche il ruolo di consigliere regionale della Campania.
Si è spento nel novembre 1999, pochi giorni dopo aver compiuto 44 anni.